# Planificación energética

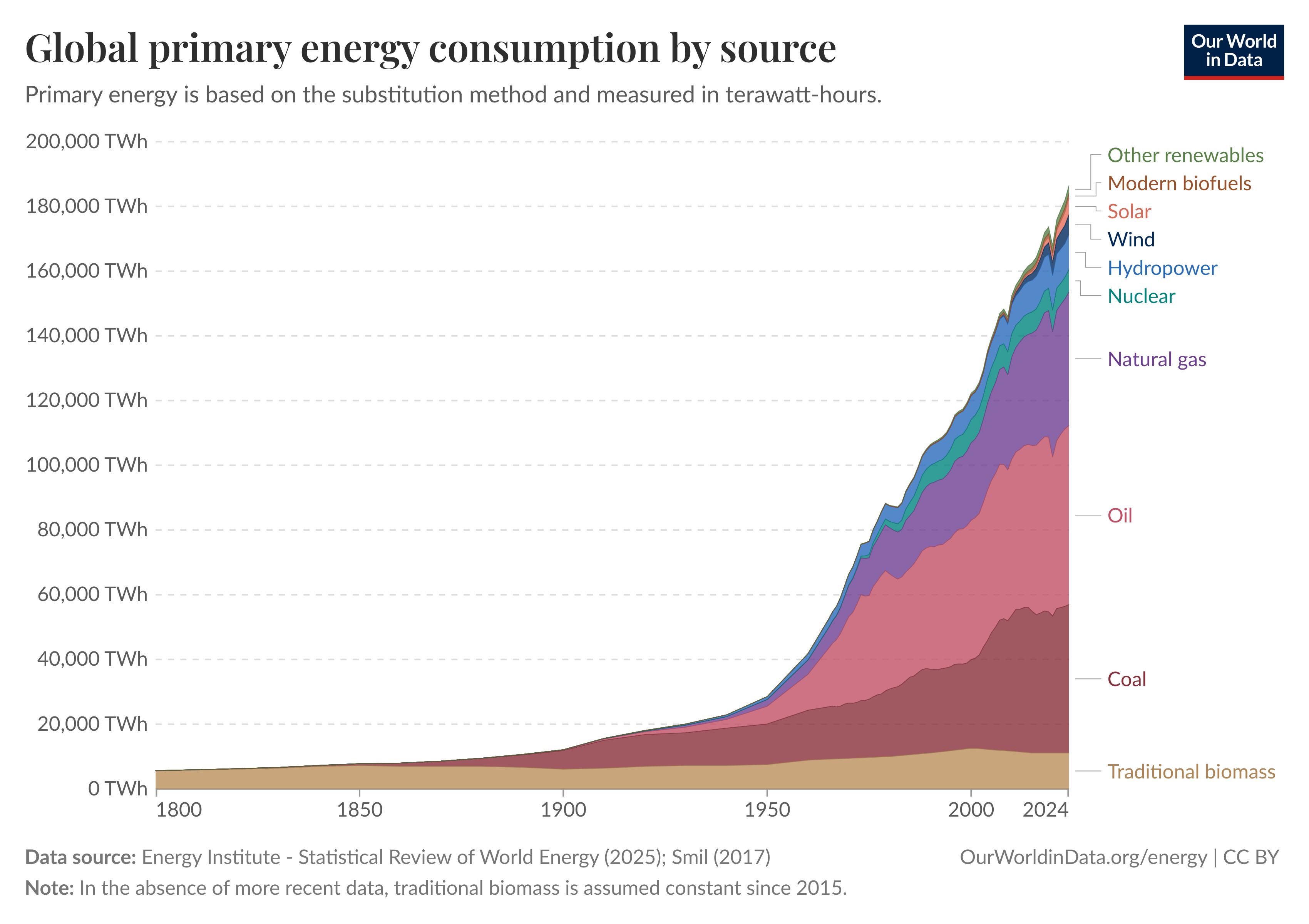
Consumo de energía mundial, con un color distinto para cada fuente de energía

La planificación energética o planeamiento energético se entiende habitualmente como el proceso de elaborar políticas a medio y largo plazo para ayudar a guiar el futuro de un sistema energético local, nacional, regional o incluso mundial. A menudo se lleva a cabo por actores con poder político explícito (gobiernos nacionales o regionales, ministerios), pero también puede ser realizada por grandes empresas energéticas, de electricidad o productores de petróleo y gas. La planificación energética se puede llevar a cabo con aportaciones de diferentes partes interesadasː organismos estatales, compañías eléctricas públicas o privadas, instituciones académicas, consumidores, empresarios y otros grupos de interés.
En otra definición, la planificación energética es la previsión de las necesidades energéticas futuras y de las actuaciones para atenderlas.
Desde 1973, la ciencia del modelado energético (o modelización energética), en la que se basa la planificación energética, se ha desarrollado significativamente. Los modelos energéticos se pueden clasificar en 3 grupos: pronóstico descriptivo, normativo y futurista.
La planificación energética a menudo se lleva a cabo utilizando enfoques integrados que consideran tanto la provisión de suministros de energía como el papel de la eficiencia energética en la reducción de la demanda (planificación integrada de recursos). La planificación energética siempre debe tener en cuenta la demanda resultante del crecimiento de la población y del desarrollo económico.

## Planificación y conceptos de mercado
La planificación energética tradicionalmente ha desempeñado un papel importante en el establecimiento del marco para la normativa del sector energético (por ejemplo, influyendo en qué tipo de centrales eléctricas podrían construirse o qué precios se cobrarían por los combustibles). Pero de 1980 a 2000 muchos países han liberalizado sus sistemas energéticos, de modo que el papel de la planificación energética se ha reducido y las decisiones se han dejado cada vez más en manos del mercado. Podría decirse que esto ha llevado a una mayor competencia en el sector energético, aunque hay poca evidencia de que esto se haya traducido en precios de la energía más bajos para los consumidores. De hecho, en algunos casos, la desregulación ha llevado a concentraciones significativas de poder de mercado, con grandes empresas muy rentables que tienen una gran influencia en la fijación de precios.

## Planificación integrada de recursos
Los enfoques de la planificación energética dependen del agente planificador y del alcance del ejercicio. Varios conceptos están muy asociados con la planificación energética. Se considera básica la planificación de recursos, es decir, una predicción de cuáles serán en el futuro las fuentes de energía. La planificación energética puede hacerse suponiendo que la demanda evolucionará de un modo "natural" (creciente), o que se reducirá al poner en marcha medidas de eficiencia energética. La crisis energética de la década de 1970 puso fin a un período de precios de la energía relativamente estables y una relación estable de oferta y demanda. Los conceptos de gestión de la demanda energética, planificación de menor coste y planificación integrada de recursos (IRP por sus siglas en inglés) surgieron con un nuevo énfasis en la necesidad de reducir la demanda de energía mediante nuevas tecnologías o el simple ahorro de energía.

## Áreas de la planificación energética
Se pueden distinguir 3 áreas principalesː
- Planificación eléctricaː construcción de centrales hidroeléctricas, solares, eólicas, de ciclo combinado, etc.; construcción de líneas de transmisión y subestaciones; construcción de almacenamientos de la energía eléctrica producida por renovables en presas reversibles, baterías, hidrógeno u otras tecnologías.

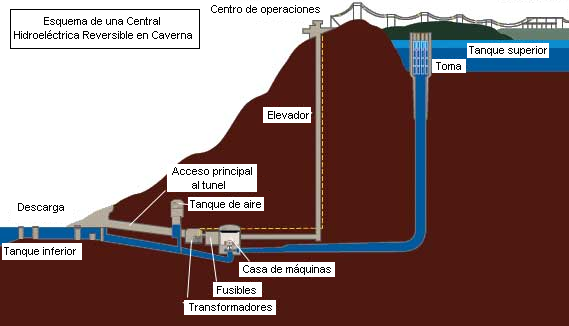
Funcionamiento de una central hidroeléctrica reversible

- Planificación gasistaː construcción de gasoductos (con posibilidad de llevar hidrógeno verde), plantas regasificadoras, estaciones de bombeo, almacenamientos de gas natural y plantas de licuefacción (si el país tiene yacimientos de gas y quiere exportarlo).

- Planificación petroleraː construcción de oleoductos, almacenamientos de productos petrolíferos, estaciones de bombeo y parques de camiones cisterna. En algunos países se planifica la disposición de las gasolineras; en otros se deja al libre mercado.

Cuando se habla de "planificación energética" se suele pensar solamente en la eléctrica, pero si un país ha decidido emplear estos tipos de energía, las 3 áreas son importantes y deben estar coordinadasː por ejemplo, si se estudia situar una central de ciclo combinado en determinado lugar, hay que tener en cuenta el gasoducto que la abastecerá de gas natural, e incluso los contratos con los países productores que permitirán importarlo.

## Necesidad de la planificación energética
La planificación energética es necesaria porque, por un lado, las necesidades energéticas de un territorio varían a lo largo del tiempo, normalmente al alza de manera global (pero este aumento puede incluir energías cuyo uso baja —por ejemplo el carbón— y otras cuyo crecimiento compensa a las que descienden). Por otro lado, los instrumentos para satisfacer esta demanda que crece a lo largo del tiempo (líneas de transmisión, centrales; se hace el razonamiento con la planificación eléctrica, pero con las otras 2 es análogo) no se ponen en marcha de un día para otro, sino que llevan un tiempo prolongado (un año para una línea de transmisión eléctrica, dependiendo de su longitud, dificultades orográficas, etc.; 2 años para una central de ciclo combinado; 10 años o más para construir una central nuclear...) y tienen un coste enorme. Si se construyen a un ritmo menor al que se van necesitando, se producen consecuencias muy negativas, como apagones o estrangulamiento del crecimiento económico. Y si se hace a un ritmo mayor, se está despilfarrando muchísimo dinero. Por razones análogas es necesaria la planificación de transporte. El que en una economía se realice planificación energética o del transporte no quiere en absoluto decir que eso la convierta en una economía planificada o centralizada.
Si bien la planificación energética nacional la suele realizar el sector público (gobiernos, ministerios), la puesta en práctica de esa planificación (construcción de centrales, líneas de transmisión, etc.) la puede realizar el sector privado, siempre que se le ofrezcan incentivos adecuados. Normalmente se licitará la construcción de una infraestructura por un plazo largo (20 años o más) y con unas condiciones y tarifas que ofrezcan una rentabilidad suficiente. La planificación energética puede ser normativa (vinculante o de obligado cumplimiento) o indicativa (voluntaria).

## Objetivos de la planificación energética
Los objetivos principales suelen ser 4ː suficiencia, calidad, seguridad y sostenibilidad del suministro.
- La suficiencia del suministro consiste en que todo el territorio poblado para el que se hace la planificación termine estando abastecido de la energía de la que se trate[4] (como se ha dicho, se suele pensar en la eléctrica, pero el concepto es válido para las otras).
- La calidad es que el servicio sea continuo a lo largo del día, que no haya apagones inesperados, ni cortes programados, ni sobretensiones que estropeen aparatos.
- La seguridad significa que el suministro no pueda cesar de un día a otro por la avería de una central, por acontecimientos meteorológicos (sequías, huracanes) o por sucesos políticos (conflictos diplomáticos con un país suministrador; se deben tener varios suministradores, aunque unos sean más caros; no se puede depender totalmente del más barato). Entra dentro de la seguridad el garantizar un precio razonable a medio plazo, por ejemplo mediante contratos de suministro de larga duración u opciones financieras. La independencia energética (en inglés energy independence) y la soberanía energética son conceptos cercanos a la seguridad de suministro (seguridad energética). También se engloba en este objetivo la diversificación de fuentes energéticas (porque, si una falla, se pueden emplear las otras).
- La sostenibilidad del suministro quiere decir que se pueda realizar durante un tiempo indefinido o relativamente largo. Por ejemplo, el suministro de 50 bcm anuales de gas natural a un país vecino explotando un yacimiento de solo 300 bcm es insostenible, porque se agotaría en 6 años. También es insostenible planificar nuevas centrales eléctricas de carbón,[12] porque posiblemente sus emisiones contravengan el Acuerdo de París, y haya que cerrarlas al poco tiempo, o no puedan ni siquiera comenzar su funcionamiento. Dentro de la sostenibilidad entra también reducir al mínimo las pérdidas de las líneas eléctricas (no solo manteniéndolas adecuadamente y elevando el voltaje, sino también procurando que la distancia entre el lugar donde se genera la electricidad y aquel donde se consume sea la mínima) e ir cerrando las centrales menos eficientes para construir otras mejores.

Como objetivos secundarios pueden citarseː
- reducción de costes
- eficiencia energética
- fomento de las energías renovables
- facilitar la exportación energética a otros países, y la importación de ellos

## Planificación energética sostenible
Una mayor integración de los sistemas de suministro de energía y los límites ambientales locales y mundiales amplía el alcance de la planificación energética, tanto en su contenido como en su perspectiva temporal. La planificación energética sostenible debe considerar los impactos ambientales de la producción y el consumo de energía, particularmente a la luz de la amenaza del cambio climático global, un proceso a largo plazo causado en gran parte por las emisiones de gases de efecto invernadero de los sistemas energéticos mundiales.
La perspectiva de la industria estadounidense de energía renovable para 2022 muestra políticas de apoyo de una administración centrada en combatir el cambio climático, lo que hace suponer que esta industria crecerá. El presidente Joe Biden ha defendido el desarrollo de la industria de energía limpia en los EE. UU. y en el mundo para combatir con ahínco el cambio climático. Biden expresó su intención de alejarse de la industria petrolera (porque produce emisiones de gases de efecto invernadero). Su administración de 2022 exige un "Plan para el cambio climático y la justicia ambiental", cuyo objetivo es alcanzar una generación de energía eléctrica 100 % libre de emisiones de dióxido de carbono para 2035, y neutralidad de carbono para 2050 en los EE. UU.
Muchos países de la OCDE y algunos estados de EE. UU. están dirigiéndose a una regulación más estrecha de sus sistemas energéticos. Por ejemplo, muchos países y estados han estado adoptando objetivos para las emisiones de CO2 y otros gases de efecto invernadero. A la luz de estos desarrollos, la planificación energética integrada de amplio alcance podría volverse cada vez más importante
La planificación energética sostenible adopta un enfoque más holístico del problema del pronóstico de las necesidades energéticas futuras. Se basa en un proceso estructurado de toma de decisiones basado en 7 pasos clave:
1. Exploración del contexto de la situación actual y futura
2. Formulación de problemas y oportunidades particulares que deben abordarse como parte del proceso de planificación de energía sostenible. Esto podría incluir temas como el pico petrolero o la recesión que podrían causar las restricciones energéticas.
3. Elaboración de un rango de modelos para predecir el impacto probable de diferentes escenarios. Tradicionalmente, esto consistiría en modelos matemáticos, pero está evolucionando para incluir " Metodologías de sistemas blandos", como grupos focales, investigación etnográfica entre pares, escenarios lógicos de "qué pasaría si", etc.
4. Basándose en el resultado de una amplia gama de ejercicios de modelado, revisiones de literatura científica, debates en foros abiertos, etc., la información se analiza y estructura en un formato de fácil interpretación.
5. Se interpreta entonces esta información para determinar el alcance, la escala y las probables metodologías de puesta en práctica de las medidas requeridas para alcanzar los objetivos deseados.
6. Se comprueba la calidad examinando activamente cada una de las etapas anteriores, y se determina si se ha llevado a cabo con rigor, sin sesgos y si favorece los objetivos del desarrollo sostenible.
7. Se publican las políticas, normativas, procedimientos o tareas decididas, con la idea de que se lleven a cabo a través de la política energética. Es decir, la política energética, para ser eficaz, tiene que basarse en una planificación energética. Por supuesto, si se observa que las previsiones de la planificación no se cumplen (menor consumo, escasez de suministros, aparición de nuevas tecnologías, fuerte abaratamiento de otras ya existentes, etc.), la planificación energética inicial se puede (y se debe) cambiar para acomodarse. La política energética tomará entonces como guía esa planificación energética modificada.
Una planificación energética sensata es una necesidad para todos los países, excepto los muy pequeños y bien conectados a sus vecinos. Su falta, o errores en ella, pueden conducir a graves crisis energéticas.

## Herramientas de planificación energética (software)
La planificación energética se puede realizar mediante diferentes programas informáticos, para abarcar distintos períodos de tiempo y con diferentes resoluciones (es decir, divisiones de tiempo o espacio pequeñas, medianas o grandes). Hay múltiples plataformas disponibles para todo tipo de análisis de planificación energética, con enfoques en diferentes áreas y un crecimiento significativo en términos de software o plataformas de modelado disponibles en los últimos años. Existen diferentes tipos de programas informáticos para planificación energéticaː comerciales, de código abierto, educativos, gratuitos y utilizados por los gobiernos (estos últimos, a menudo, diseñados a medida).

## Potenciales soluciones energéticas

### Electrificación
Una posible opción energética es cambiar todas las máquinas que actualmente utilizan combustibles fósiles o gas natural por máquinas que solo utilicen electricidad. Esto incluye coches, camiones, barcos, aparatos de calefacción... Se trata no solamente de ponerlos a disposición de los consumidores a un precio asequible, sino además prohibir los aparatos que emiten dióxido de carbono. Esto se conoce como descarbonizar la economía, o conseguir una economía climáticamente neutra. Para eliminar la dependencia de los combustibles fósiles, se requiere que toda la electricidad sea generada por fuentes renovables. En 2020, el 60,3 % de la energía generada en los Estados Unidos provino de combustibles fósiles, el 19,7 % de centrales nucleares y el 19,8 % de energías renovables. Estados Unidos y muchos otros países todavía dependen en gran medida de los combustibles fósiles. Para la descarbonización se tendrían que construir más centrales de energía renovable, como las eólicas, solares o hidroeléctricas.
Otro problema potencial que viene con el uso de la energía renovable es la transmisión de esa energía. Un estudio realizado por la Universidad de Princeton encontró que las ubicaciones con mayor potencial renovable se encuentran en el Medio Oeste. Sin embargo, los lugares con mayor demanda de energía son las ciudades costeras. Para utilizar eficazmente la electricidad proveniente de estas fuentes renovables se tendrían que construir más líneas de transmisión de alto voltaje, porque cuanto más alejada está la fuente de electricidad de su consumo, más se pierde en la transmisión. Esto se evita en parte si la transmisión se realiza a alta tensión. La cantidad total de energía (GW) que la red es capaz de conducir tendría que aumentar. Sin este aumento el automóvil eléctrico no se podría generalizar, ya que su demanda de energía no se podría atender.

### Energía nuclear
La energía nuclear es una fuente de energía controvertidaː unos la consideran limpia, porque no emite gases de efecto invernadero (GEI), y otros, sucia, porque genera residuos radiactivos, tóxicos durante miles de años, y puede causar accidentes como los de Chernóbil o Fukushima. Durante la construcción de la central nuclear, el proceso de extracción del uranio, y su transporte hasta la central, tienen lugar emisiones GEI, pero el proceso de obtención de energía a partir del uranio en sí no produce estas emisiones. El tiempo que tardan los residuos radiactivos en dejar de serlo depende de su vida media. El almacenamiento seguro de residuos radiactivos es caro, problemático y genera una fuerte contestación social.
El apoyo público a la energía nuclear es una consideración importante cuando se realiza la planificación energética. Los accidentes como los de Chernóbil, Fukushima o el de la isla de las Tres Millas han manchado la reputación de la energía nuclear. La mayoría de la gente está preocupada por los impactos en la salud y el medio ambiente de un accidente en una central nuclear, y cree que el riesgo no merece la pena. Sin embargo una minoría cree necesario construir más centrales nucleares, porque consideran que el peligro del cambio climático es mucho mayor que el peligro nuclear (esta es una disyuntiva falsa, porque se puede combatir el calentamiento mundial sin recurrir a la energía nuclear). Por ejemplo, según una encuesta de 2022, el 40 % de los españoles considera la energía nuclear como negativa o muy negativa, mientras que sólo la considera muy positiva o algo positiva el 32 %.

## Emisiones mundiales de gases de efecto invernadero y producción de energía
La mayoría de las emisiones mundiales de gases de efecto invernadero provocadas por el hombre se derivan del sector energético, que contribuye al 72,0 % de las emisiones mundiales. La mayor parte de esa energía se destina a la producción de electricidad y calor (31,0 %), el siguiente mayor contribuyente es la agricultura (11 %), seguida del transporte (15 %), la silvicultura (6 %) y la manufactura (12 %). Hay múltiples compuestos moleculares diferentes que se clasifican como gases de efecto invernadero, incluidos el dióxido de carbono, el metano y el óxido nitroso. El dióxido de carbono es el gas de efecto invernadero más emitido, representando el 76 % de las emisiones mundiales. El metano es el segundo gas de efecto invernadero más emitido, con un 16 %, principalmente por la agricultura. Por último, el óxido nitroso representa el 6 % de los gases de efecto invernadero emitidos a nivel mundial. La agricultura y la industria son los mayores emisores de óxido nitroso.
Los retos en el sector energético incluyen eliminar la dependencia del carbón, porque es el combustible que más dióxido de carbono emite por unidad de energía eléctrica producida (1 001 gramos de CO2eq/kWhe, cuando una central hidroeléctrica solo emite 4 gramos, es decir, 250 veces menos; ver Intensidad de emisión). El carbón sigue siendo clave para la matriz energética de muchos países como India o China (otros, como Noruega, en 2022 ya producen el 98 % de su electricidad con fuentes renovables). La planificación energética evalúa la situación energética actual y dispone los cambios que deberán hacerse para atender la demanda futura en condiciones de suficiencia, calidad y seguridad del suministro.